# Chochó
Chochó es un centro poblado  ubicado en el Corregimiento Área 1 del municipio colombiano de Sincelejo. Es el principal centro poblado de la capital sucreña y el de mayor población con aproximados 7000 habitante. Los habitantes de Chochó la mayoría son desplazados por la violencia.

## Cultura

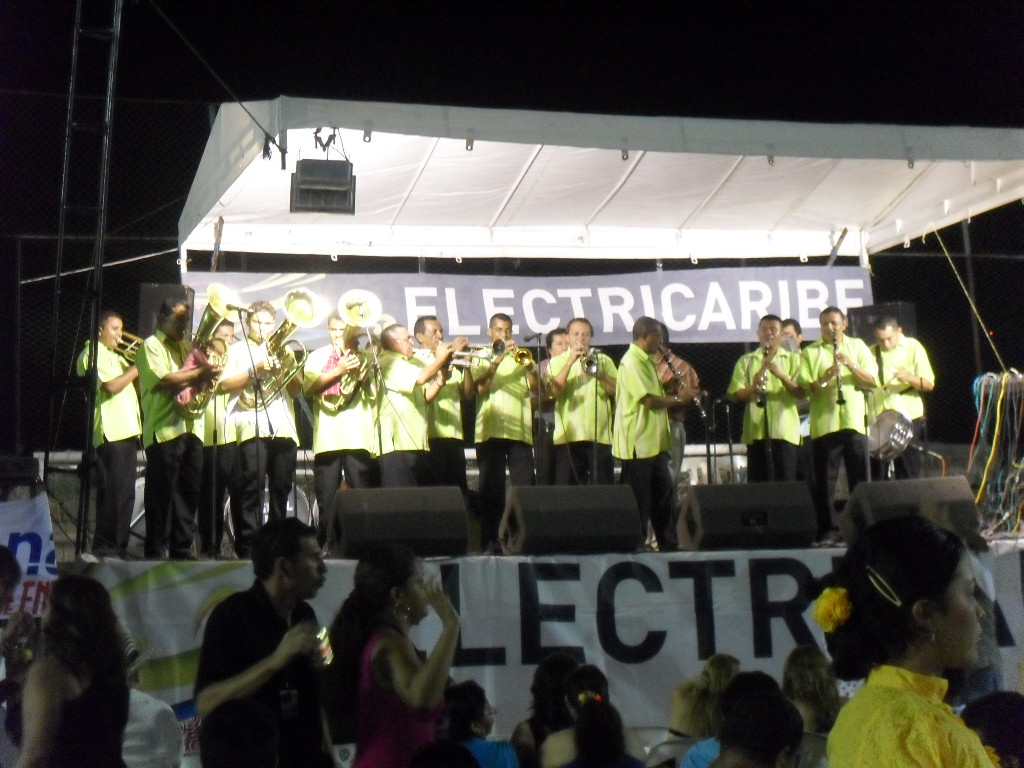
Banda Juvenil de Chochó en Sincelejo durante el Fandango más Grande del mundo en su versión del 2011

Chochó es la tierra de unas de las mejores bandas de Porro del país, La Banda Juvenil de Chochó.

## Economía
Actividades económicas: la principal actividad económica de los lugares es la agricultura, la ganadería, antiguamente elaboraban tabacos con siembra original.